# Thomas Balvay
Thomas Balvay (1888 - 1945) foi um árbitro de futebol francês. Ele foi um dos quatro árbitros europeus que participaram da primeira Copa do Mundo em 1930, no Uruguai.
Ele era o único árbitro oficial da França no torneio.